# Roger Nsengiyumva
Roger Jean Nsengiyumva és un actor de cinema nascut a Ruanda i que va créixer a Norfolk i al Regne Unit després de fugir del genocidi de Ruanda a mitjans de la dècada de 1990. Nsengiyumva va néixer a Kigali, pertany a l'ètnia tutsi i va perdre al seu pare en els genocidi.
Ha protagonitzat les pel·lícules Africa United i Sixteen, i actualment fa el paper de DC Slater a Armchair Detectives.

## Filmografia

### Cinema
| Any  | Títol         | Paper   | Notes        |
| ---- | ------------- | ------- | ------------ |
| 2010 | Africa United | Fabrice |              |
| 2013 | Sixteen       | Jumah   |              |
| 2017 | Wale          | Rondo   | Curtmetratge |
| 2018 | Tomb Raider   | Rog     |              |

### Televisió
| Any  | Títol                                  | Paper        | Canal   | Notes                                   |
| ---- | -------------------------------------- | ------------ | ------- | --------------------------------------- |
| 2011 | Postcode                               | Jamal        | CBBC    |                                         |
| 2011 | Planet of the Apemen: Battle for Earth | Baako        | BBC One |                                         |
| 2014 | Chasing Shadows                        | Cole Eli     | ITV     | Off Radar: Part One Off Radar: Part Two |
| 2017 | Armchair Detectives                    | DC Slater    | BBC One |                                         |
| 2018 | Informer                               | Dadir Hassan | BBC One |                                         |